# Preuilly-la-Ville
Preuilly-la-Ville é uma comuna francesa na região administrativa do Centro, no departamento Indre. Estende-se por uma área de 4,23 km². Em 2010 a comuna tinha 162 habitantes (densidade: 38,3 hab./km²).